# Iron Man 2 (игра)
Iron Man 2 — компьютерная игра, основанная на одноименном фильме. Выпущенная 30 апреля 2010 года. Издана и выпущена Sega для консолей PlayStation 3, Wii, Xbox 360, PlayStation Portable, Nintendo DS, а также для мобильных устройств на базе iOS и BlackBerry. Версия для Microsoft Windows была запланирована, но вскоре отменена. Разработана студиями Sega Studios San Francisco, Glu Mobile, High Voltage Software, Gameloft. Официальной локализацией занималась компания «1С-СофтКлаб»; переводу на русский язык подверглась только документация, сама же озвучка игры осталась на английском языке.
Сюжет игры был написан автором комиксов «The Invincible Iron Man» Мэттом Фричменом. Группа Lamb of God записала эксклюзивный сингл под названием "Hit the Wall" специально для игры. Дон Чидл и Сэмюэл Л. Джексон повторили свои роли из фильма.

## Геймплей
В игре представлено два игровых персонажа со своими особеностями и стилем игры. Маневренный Железный человек использующие лазерным оружие и Воитель предпочитающий огнестрельное и ракетное вооружение, а также оснащённый более громозкой и прочной бронёй.
Перед миссией Железный человек может выбрать один из нескольких комплектов брони, от Mark II до VI. Игроки могут настраивать улучшения и вооружение брони. Оружие также можно переключать во время игры.
Геймплей DS версии, представляет собой 2D экшен сайд-скроллер

## Сюжет
Сюжет игры начинается с того, что Железный Человек защищает от нападения на архивы «Stark Industries» с копиями ИИ Д.Ж.А.Р.В.И.С. Однако противник применяет ЭМИ-бомбу, выводящую из строя броню Железного человека. Тремя часами ранее, Тони Старк записывает сообщение о том, что ему придется защищать архивы. Он упоминает компанию «Roxxon Energy Corporation» и то, как они безуспешно пытались скопировать броню Железного человека. Затем Тони прерывает Роудс, который сообщает, что с архивами «Stark Industries» возникли проблемы. В настоящем, энергия в броне Железного человека восстанавливается. Железный человек узнает, что за атакой стоит компания «Roxxon». Тони решает уничтожить архивы, чтобы «Roxxon» не смог заполучить их. Тем временем Роуди в броне Воителя перехватывает несколько десантных кораблей
«Roxxon».
Со Старком связывается директор Щ.И.Т. Ник Фьюри, он сообщает ему, что сепаратисты под командованием генерала Шаталова захватили контроль над предприятием в России. Во время сопровождения Железным Человеком воздушных сил «Щ.И.Т.а» их атакует боевая платформа под названием «Roxxon Armiger». Уничтожив его, Железный Человек и Воитель узнают «Armiger» что управляется дистанционно. Они обнаруживают, что Шаталов работает с террористической организацией «AIM», чтобы они создали для него бронекостюм «Красное Динамо». Узнав, что костюм разрабатывается на заводе в Сибири, Фьюри упоминает, что послал туда Наташу Романову, Черную вдову, шпионить за разработками.
На заводе Шаталов связывается с Кирсоном ДеВиттом из «AIM», который сообщает Шаталову, что в его рядах есть шпион. Шаталов отдает приказ подготовить броню «Красное Динамо», а затем сообщает своим людям, что их связь с «AIM» разорвана. Железный человек находит и защищает Наташу от людей Шаталова. Транспорт «Щ.И.Т.а» отправляется к ним, забирает и Наташу, пока Железный Человек и Воитель сражаются с Шаталовым в его броне Красного Динамо. Побеждённый Шаталов рассказывает, что «AIM» стояла за кражей архивов Старка и планировала использовать его для создания машины Ultimo.
Старк узнает, что Кирсон ДеВитт стоял за атакой под предводительством Шаталова и что он работал в отделе теоретического оружия Старка, пока Старк не закрыл его. Помимо того, что ДеВитт работает над прототипом дугового реактора, Пеппер Поттс также рассказывает, что у него был секретный проект под названием «PROTEAN». На базе «AIM» Кирсон использует свою технологии «PROTEAN», чтобы слиться с огромным металлическим костюмом Ultimo. Когда слияние завершено, ДеВитт модернизирует своих людей с помощью имплантатов «PROTEAN». Прибыв на базу, Воитель сражается с дронами «PROTEAN», а Железный человек ищет ДеВитта. Д.Ж.А.Р.В.И.С. обнаруживает Ultimo вскоре после того, как база была зачищена от дронов.
Тем временем геликарриер «Щ.И.Т.а» подвергается нападению, и Железный Человек защищает его от дронов ДеВитта. Пока Воитель сражается с «Armiger», сброшенного на геликарриер, Железный Человек решает перепрограммировать его. Используя перепрограммированный «Armiger», Железный Человек и Воитель нападают на базу «AIM» в Малайзии. Туда же прибывает и гигантский Ultimo, Железный человек и Воитель сражаются и побеждают ДеВитта/Ultimo.

## Отзывы
| Сводный рейтинг    | Сводный рейтинг | Сводный рейтинг | Сводный рейтинг | Сводный рейтинг | Сводный рейтинг | Сводный рейтинг |
| Издание            | Оценка          | Оценка          | Оценка          | Оценка          | Оценка          | Оценка          |
| Издание            | DS              | iOS             | PS3             | PSP             | Wii             | Xbox 360        |
| ------------------ | --------------- | --------------- | --------------- | --------------- | --------------- | --------------- |
| GameRankings       | N/A             | N/A             | 43,67 %         | N/A             | N/A             | 44,37 %         |
| Metacritic         | 54/100          | 53/100          | 41/100          | 49/100          | 41/100          | 41/100          |
| Иноязычные издания |                 |                 |                 |                 |                 |                 |
| Издание            | Оценка          | Оценка          | Оценка          | Оценка          | Оценка          | Оценка          |
| Издание            | DS              | iOS             | PS3             | PSP             | Wii             | Xbox 360        |
| GameZone           | 6/10            | N/A             | N/A             | N/A             | N/A             | N/A             |
| IGN                | N/A             | 6/10            | 5,1/10          | 5,5/10          | 5,5/10          | 5,1/10          |

Игра получила неоднозначные отзывы. На сайте-агрегаторе Metacritic версия игры для консолей шестого поколения (PS3/Xbox 360) имеет общий бал в 41 из 100. Критики отмечали: плохую графику, короткую продолжительность, повторяющий геймплей и низкую сложность, так обозреватель из журнала Empire поставил игре 1 звезду из пяти заявив, "что игра похожа на раннюю игру для PlayStation 1". Обозреватели IGN были более благосклонны, они отметили что игра лучше предыдущей, но страдает от целой кучи проблем поставив 5,1 балла для версий на PS3/Xbox 360, и 5,5 баллов для версий на Wii/PSP, соответственно.